# 광산군 을
광산군 을은 대한민국의 옛 국회의원 선거구이다. 당시 전라남도 광산군의 일부 지역을 관할했다.

## 역사
제2대 국회의원 선거를 앞두고 광산군 선거구가 갑, 을로 분구되면서 신설되었다.
1957년 11월, 광산군 지산면, 대촌면, 서창면이 광주시로 편입되었다. 이에 제4대 국회의원 선거를 앞두고 광산군 갑, 을 선거구가 광산군 선거구로 다시 통합되었으며 광주시로 편입된 지역은 광주시 병 선거구로 편입됨에 따라 폐지되었다.

## 역대 국회의원
| 선거   | 정당 | 정당               | 의원   |
| ------ | ---- | ------------------ | ------ |
| 1950년 |      | 대한독립촉성국민회 | 정인식 |
| 1954년 |      | 자유당             | 박흥규 |

## 역대 선거 결과

### 대한민국 제2대 국회의원 선거
|  | 21.16% |

|  | 16.25% |

|  | 10.46% |

|  | 10.08% |

|  | 9.84% |

|  | 8.76% |

|  | 7.90% |

|  | 5.99% |

|  | 5.53% |

|  | 2.83% |

|  | 1.15% |

|  | 0% |

### 대한민국 제3대 국회의원 선거
|  | 37.84% |

|  | 28.36% |

|  | 13.55% |

|  | 11.71% |

|  | 8.52% |

|  | 0% |